# Perochirus scutellatus
Perochirus scutellatus är en ödleart som beskrevs av  Fischer 1882. Perochirus scutellatus ingår i släktet Perochirus och familjen geckoödlor. Inga underarter finns listade i Catalogue of Life.